# Бытница (гмина)
Бытница (пол. Bytnica) — сельская гмина (волость) в Польше, входит как административная единица в Кросненский повет, Любушское воеводство. Население — 2628 человек (на 2004 год).

## Сельские округа
1. Будахув
2. Бытница
3. Добросулув
4. Джевица
5. Грабин
6. Грыжына
7. Струга

## Прочие поселения
1. Гарбово
2. Глембоке
3. Кемпины
4. Плишка
5. Смоляры-Бытницке
6. Шклярка

## Соседние гмины
1. Гмина Червеньск
2. Гмина Кросно-Оджаньске
3. Гмина Лагув
4. Гмина Машево
5. Гмина Скомпе
6. Гмина Тожим